# Ourense
Ourense (galiciskt uttal: [owˈɾɛnsɪ], spanska: Orense [oˈɾense]) är en stad och kommun i den autonoma regionen Galicien i nordvästra Spanien. Staden ligger vid floden Miño, cirka 81,5 kilometer sydost om Santiago de Compostela. Ourense är huvudort i provinsen med samma namn. Kommunen har 104 891 invånare (2024), på en yta av 84,77 km².

## Historia
Staden grundades av romarna eftersom det fanns varma källor på orten, samt dess strategiska läge där floden Miño kunde korsas. Ourense var del av svebernas rike från 400-talet till 600-talet. Staden förstördes av morerna år 716.
Den återuppbyggdes av Alfons III av Asturien omkring 877. Till följd av vikingaräder och den arabiske krigsherren al-Mansurs anfall blev dock staden återigen lagd i ruiner.
Under Sancho II:s regering på 1000-talet återbefolkades orten, som på 1100-talet växte till en betydande stad.